# Josef Machenschalk
Josef „Sepp“ Machenschalk (* 28. Februar 1936 in Füssen; † 19. März 2011 in Iserlohn) war ein deutscher Eishockeyspieler, der für den ESV Kaufbeuren und EC Deilinghofen aktiv war.

## Karriere
Josef Machenschalk spielte ab der Saison 1959/60 für den ESV Kaufbeuren in der Bundesliga. Nach dem Abstieg in die Oberliga gelang der Mannschaft in der Spielzeit 1960/61 der direkte Wiederaufstieg. Nach einem weiteren Jahr in Kaufbeuren stand im Sommer 1962 eigentlich schon sein Transfer zum Ligakonkurrenten TuS Eintracht Dortmund fest. Doch durch den Einsatz von Alfons Maier, damals Direktor der Iserlohner Brauerei, wechselte er schließlich für eine Ablösesumme von 1000 DM zum EC Deilinghofen (ECD) in die drittklassige Gruppenliga. Der Verteidiger war der erste Spieler, den der erst drei Jahre zuvor gegründete ECD von einem anderen Verein verpflichtete. Mit 47 Treffern trug er in der Saison 1964/65 als erfolgreichster Torschütze seiner Mannschaft maßgeblich dazu bei, dass der ECD in die Oberliga aufstieg. Nach der Spielzeit 1965/66 beendete er seine aktive Karriere. In den vier Jahren in Deilinghofen verpasste er nur zwei Spiele. In insgesamt 76 Partien erzielte er 67 Tore.
Nach dem Ende seiner Spielerkarriere engagierte sich Machenschalk als Jugend- und Juniorentrainer beim ECD. Anfang der 1980er Jahre trainierte er die erste Mannschaft der Eissportfreunde Griesenbrauck-Sümmern, die in der Landesliga aktiv war. Mit seiner Familie lebte er bis zu seinem Tod in Sümmern.

## Erfolge und Auszeichnungen
- 1961 Oberliga-Meister und Aufstieg in die Bundesliga mit dem ESV Kaufbeuren
- 1965 Aufstieg in die Oberliga mit dem EC Deilinghofen